# Paul-Jacques Bonzon
Paul-Jacques Bonzon, född 1908, död 1978, var en fransk ungdomsförfattare, som skapat en serie som kallas Vi sex (orig. Les six compagnons). Av de över fyrtio böckerna i serien översattes tjugo till svenska och utkom på Rabén & Sjögrens förlag.
Serien "Vi sex" hör till genren barn- och ungdomsdeckare. Huvudpersonerna är sex (senare fem) tonårspojkar, en flicka och en schäferhund, alla bosatta i stadsdelen La Croix-Rousse ("Röda kors-kvarteren") i Lyon - men deras äventyr för dem till olika delar av Frankrike och i några böcker (t.ex. Vi sex på Scotland Yard) även utomlands.
P-J Bonzon, som i många år var bosatt i den sydfranska staden Valence (där boken Vi sex och mysteriet i parken utspelas), var ursprungligen lärare till yrket och skrev flera böcker avsedda att användas som läseböcker i skolan. Hans stora succé 1961 med Les Compagnons de la Croix-Rousse (Vi sex och vår hund) gjorde emellertid att han helt kunde ägna sig åt sitt författarskap.

## Böcker på svenska
(Översättning Karin Nyman, förlag Rabén & Sjögren, om ej annat anges)
1. Försvunnen i Montelimar (översättning Brita Dancy, Svensk läraretidning, 1960) (Barnbiblioteket Saga, 389)
2. Vi sex och vår hund (1968)
3. Vi sex i atombyn (1968)
4. Vi sex och mannen med handsken (1969)
5. Vi sex och grottmysteriet (översättning Doreen Denning, 1969)
6. Vi sex och snömannen (1970)
7. Vi sex och röda peruken (1970)
8. Vi sex och slottsmysteriet (1971)
9. Vi sex och cirkusmysteriet (översättning Britt Arenander, 1971)
10. Vi sex och mysteriet i parken (1972)
11. Vi sex och flygplansmysteriet (översättning Britt Arenander, 1972)
12. Vi sex på Scotland Yard (översättning Britt Arenander, 1973)
13. Vi sex och spionligan (1974)
14. Vi sex och radarmysteriet (1975)
15. Vi sex och ficktjuvsligan (1976)
16. Vi sex och tågmysteriet (1977)
17. Vi sex och den blinde mannen (1978)
18. Vi sex och den försvunna dansösen (1979)
19. Vi sex och skatten på sjöbotten (1980)
20. Vi sex och tavelmysteriet (1981)
21. Vi sex och den mystiska flaskposten (1982)